# Fernwood
Fernwood – wieś w Anglii, w hrabstwie Nottinghamshire, w dystrykcie Newark and Sherwood. Leży 27 km na wschód od miasta Nottingham i 176 km na północ od Londynu.